# ОШ „Бошко Палковљевић Пинки”
Основна школа „Бошко Палковљевић Пинки” налази се у насељу Батајница у општини Земун, на подручју града Београда. Настава се одвија у две школске зграде које се налазе на истој адреси. Новија је изграђена шездесетих година двадесетог века, док је старија изграђена још 1875. године. Настава физичког васпитања, у зимским условима, одвија се у сали “Соколског друштва” услед недостатка сале за физичко васпитање у склопу саме школе.

## Опис школе
Адреса основне школе „Бошко Палковљевић Пинки” је: Улица пуковника Миленка Павловића 7а, Батајница (Земун, Београд).
У школи постоји пет савремено опремљених учионица и два кабинета и то: информатички и кабинет ТИО, као и библиотека која је после извршене реконструкције постала право културно средиште школе. Поткровље старе школске зграде делимично је реконструисано, али није приведено намени, односно адаптирано у учионички простор што је,  циљ школе. Адаптација поткровља у многоме ће побољшати услове рада и растеретиће постојеће капацитете школе. У новијој школској згради из 60-их година такође се доста радило на побољшању услова рада.
Школа укупно има 48 одељења, рад је организован у 2 смене. Школа има фискултурну салу. Страни језици: енглески, немачки.
ОШ „Бошко Палковљевић Пинки” пригодним активностима обележава датуме светског и домаћег интереса, као што су: Дан енергетске ефикасности, Међународни дан броја Πи, Међународни дан борбе против вршњачког насиља, и др., учествује на спортским и другим такмичењима (информатика, математика, трофеј Београда) а организује и хуманитарне акције ("Велико срце за топлу зиму").
У оквиру продуженог боравка у школи, поред израде домаћих задатака, акценат је стављен и на многобројне секције и активности у овиру којих ученици имају могућност да напредују и остваре свој потенцијал. Сама структура секција за активности је пажљиво планирана и у функцији је унутрашња мотивација и превенција дисфункционалних облика понашања.

## Бошко Палковљевић Пинки
Бошко Палковљевић Пинки - народни херој, рођен је 14. децембра 1920. године у селу Манђелос, код Сремске Митровице, а погинуо 10. јуна 1942. године, у селу Мала Ремета, у Срему. Због свог учешћа у НОБ-у, храбрости, пожртвованости и активности, проглашен је народним херојом 25. октобра 1943. године.